# Dedizione di Verona a Venezia
La dedizione di Verona a Venezia è il giuramento di fedeltà alla Serenissima, pronunciato il 24 giugno 1405 da una delegazione di Veronesi. La dedizione avvenne dopo la conquista della città da parte delle truppe veneziane: Venezia approfittò del malcontento dei Veronesi nei confronti dei Carraresi (e dei disordini in città), che avevano preso ai milanesi la città (ma non la cittadella militare dove era asserragliato Jacopo dal Verme) fingendo di restaurare gli Scaligeri, riuscendo a far penetrare il suo esercito, aiutato in parte dal popolo, e mettendo in fuga l'esercito padovano di Francesco II da Carrara.

## Arrivo dei rappresentanti veneti a Verona

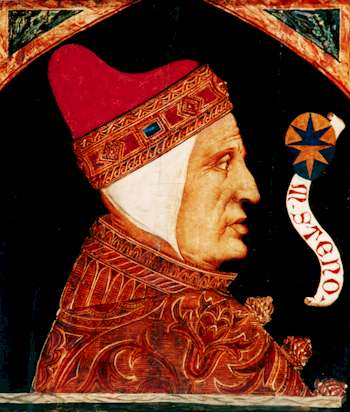
Il doge Michele Steno che accolse gli ambasciatori veronesi a Venezia.

I Veronesi acclamarono capitano del popolo Pietro Da Sacco che ebbe poi il compito di trattare la dedizione della città con i rappresentanti della Serenissima. Gli ambasciatori veronesi, guidati da Pietro Da Sacco, incontrarono la delegazione veneta capeggiata da Gabriele Emo e da Jacopo Dal Verme presso porta Vescovo. Fu consentito l'ingresso a tre compagnie di fanti veneti per vigilare la piazza mentre gli ambasciatori veronesi andarono al campo veneziano nel castello di Montorio.
Furono lì stabilite le condizioni onorevoli della dedizione: a Verona fu consentito di continuare a godere della libertà derivante dalla podestà di ragunar senato, di crear magistrati, di far leggi e di governar la città, e le cose pubbliche, rimanendo ai veneti senatori il travaglio, i pericoli e la spesa (Scipione Maffei), e furono dati dei privilegi ai contadini della Valpolicella per essere stati favorevoli alla Serenissima durante le guerre contro i Visconti.
Condizioni che meno di un mese dopo, il 16 luglio, vennero ribadite con solennità a Venezia, in una ducale con bolla d'oro, lettera ufficiale del Doge di Venezia, munita di sigillo aureo e con forza di legge.
Il 23 giugno i Veneziani entrarono a Verona, dalla porta del Calzaro, tra porta Nuova e porta Palio. L'avvenimento fu consacrato con la nomina di molti cavalieri fra cui Pietro Da Sacco. In cattedrale si cantò un Te Deum di ringraziamento e le nuove autorità venete alloggiarono nel palazzo che era stato degli Scaligeri. I Veneziani presero ufficialmente possesso di Verona, anche militarmente.

## Gli ambasciatori a Venezia
Il 24 giugno, le arresesi milizie milanesi guidate da Jacopo Dal Verme provenienti da San Michele Extra, che sfilarono in bella ordinanza con severissima disciplina acclamate da ali di popolo, entrarono da porta Vescovo, attraversarono tutta la città passando da Piazza delle Erbe, uscirono dalla porta del Calzaro, accampandosi fuori delle mura nella attuale zona stadio. Quel giorno del 1405, si riunì il consiglio cittadino che elesse gli ambasciatori, inviati poi a Venezia per la dedizione.
Continuarono poi, dopo tante inquietudini, le manifestazioni di gioia. I ventuno ambasciatori partirono l'8 luglio e, giunti a Venezia con 120 cavalli, alloggiarono nel palazzo del Marchese di Ferrara. Precedeva tutti Leone Confalonieri, fra Zenone Negrelli e Pace Guarienti, che portava la bandiera del Comune, preceduta dal nobile Aleardo Aleardi, fra Clemente dell'Isolo e Tebaldo del Broilo, che portava la bandiera dei Cavalieri. Il Doge, col Maggior Consiglio, accolse i Veronesi, tutti in veste bianca a significare purezza e sincerità di mente e volontà. Tutti erano solennemente riuniti su un palco in Piazza San Marco, tra la chiesa e le mercerie. Pietro da Sacco, affiancato da Torneo de Caliari e Gaspare da Quinto, consegnò le tre chiavi della città e dei suoi distretti, in segno di dominio e possesso.
Gli ambasciatori tornarono a Verona, dove furono acclamati dal popolo, il 26 luglio 1405 portando con sé il gonfalone con il leone di San Marco avuto in dono dal Doge e le bolle d'oro. Il 2 agosto il gonfalone fu portato solennemente in piazza delle Erbe, issato sul carroccio, che era custodito nella basilica di San Zeno, e quindi levato sopra l'altissima antenna vicino al capitello.